# 스웨덴 U-15 축구 국가대표팀
스웨덴 U-15 축구 국가대표팀(스웨덴어: Sveriges U15-herrlandslag i fotboll)은 스웨덴을 대표하는 15세 이하의 축구 국가대표팀으로, 스웨덴의 축구 관리 기관인 스웨덴 축구 협회의 관리를 받는다.